# コール・ギレスピー
コール・ブレイデン・ギレスピー（Cole Braden Gillespie , 1984年6月20日 - ）は、アメリカ合衆国オレゴン州ポートランド出身のプロ野球選手（外野手）。右投右打。

## 経歴

### プロ入りとブルワーズ時代
2006年のMLBドラフト3巡目（全体92位）でミルウォーキー・ブルワーズから指名され、プロ入り。

### ダイヤモンドバックス時代
2009年7月19日にフェリペ・ロペスとのトレードで、アリゾナ・ダイヤモンドバックスへ移籍した。
2010年4月21日のセントルイス・カージナルス戦でメジャーデビューを果たした。
2012年は、メジャー昇格には至らず傘下のAAA級リノ・エーシズでのプレーに留まった。9月23日にFAとなった。

### ジャイアンツ時代
2012年12月21日にサンフランシスコ・ジャイアンツとマイナー契約を結んだ。
2013年7月5日にメジャー昇格。3試合に出場したが、7月9日にDFAとなった。

### カブス時代
2013年7月13日にウェイバー公示を経てシカゴ・カブスへ移籍。25試合に出場した。9月4日にDFAとなり、11月5日にFAとなった。

### マリナーズ時代
2014年1月2日にシアトル・マリナーズとマイナー契約を結んだ。AAA級タコマ・レイニアーズで開幕を迎え、4月24日にマリナーズとメジャー契約を結んだ。昇格後は34試合に出場したが、7月4日にDFAとなった。

### ブルージェイズ時代
2014年7月5日にウェイバー公示を経てトロント・ブルージェイズへ移籍した。移籍後は7月6日のオークランド・アスレチックス戦に出場し、3打数無安打に終わった。7月9日に15日間の故障者リスト入りし、8月3日に40人枠から外れ、AAA級バッファロー・バイソンズへ降格した。オフにFAとなった。

### マーリンズ時代
2014年12月6日にマイアミ・マーリンズとマイナー契約を結んだ。
2015年6月27日、レギュラーのジャンカルロ・スタントンが左手骨折で故障者リスト入りしたのに伴い、メジャー昇格。同年は自己最多となる67試合に出場し、バッティング面で覚醒して打率.290・2本塁打・16打点・4盗塁・OPS0.761という安定した成績を記録した。ディフェンス面では外野3ポジションを守り分け、トータルで4失策・守備率.952・DRS - 2という成績だった。
2016年4月3日にDFAとなり、8日に40人枠を外れる形で傘下のAAA級ニューオーリンズ・ゼファーズへ配属された。4月29日にディー・ゴードンの出場停止に伴い、メジャー契約を結び昇格した。7月29日にDFAとなり、7月31日に40人枠から外れる形でAAA級ニューオーリンズへ配属された。

### マーリンズ退団後
2017年2月16日にメキシカンリーグのプエブラ・パロッツと契約。5月20日にネイト・フレイマンとのトレードでモンクローバ・スティーラーズに移籍するが、6月4日にFAとなる。6月30日に独立リーグ・アトランティックリーグのシュガーランド・スキーターズと契約。

## プレースタイル
AAA級で、2011年に24盗塁を記録したスピードと、2011年と2012年連続で二桁補殺を記録した強肩が武器。

## 詳細情報

### 年度別打撃成績
| 年 度     | 球 団     | 試 合 | 打 席 | 打 数 | 得 点 | 安 打 | 二 塁 打 | 三 塁 打 | 本 塁 打 | 塁 打 | 打 点 | 盗 塁 | 盗 塁 死 | 犠 打 | 犠 飛 | 四 球 | 敬 遠 | 死 球 | 三 振 | 併 殺 打 | 打 率 | 出 塁 率 | 長 打 率 | O P S |
| --------- | --------- | ----- | ----- | ----- | ----- | ----- | -------- | -------- | -------- | ----- | ----- | ----- | -------- | ----- | ----- | ----- | ----- | ----- | ----- | -------- | ----- | -------- | -------- | ----- |
| 2010      | ARI       | 45    | 113   | 104   | 11    | 24    | 8        | 0        | 2        | 38    | 12    | 1     | 1        | 0     | 1     | 7     | 1     | 1     | 29    | 2        | .231  | .283     | .365     | .649  |
| 2011      | ARI       | 5     | 7     | 6     | 2     | 2     | 0        | 0        | 1        | 5     | 4     | 0     | 0        | 0     | 0     | 1     | 0     | 0     | 1     | 0        | .333  | .429     | .833     | 1.262 |
| 2013      | SF        | 3     | 10    | 9     | 0     | 0     | 0        | 0        | 0        | 0     | 0     | 0     | 0        | 0     | 0     | 1     | 1     | 0     | 0     | 0        | .000  | .100     | .000     | .100  |
| 2013      | CHC       | 25    | 59    | 50    | 6     | 12    | 2        | 0        | 0        | 14    | 4     | 0     | 0        | 1     | 1     | 6     | 0     | 1     | 13    | 2        | .240  | .328     | .280     | .608  |
| '13計     | CHC       | 28    | 69    | 59    | 6     | 12    | 2        | 0        | 0        | 14    | 4     | 0     | 0        | 1     | 1     | 7     | 1     | 1     | 13    | 2        | .203  | .294     | .237     | .531  |
| 2014      | SEA       | 34    | 78    | 71    | 9     | 18    | 2        | 0        | 1        | 23    | 5     | 2     | 2        | 1     | 0     | 6     | 0     | 0     | 13    | 3        | .254  | .312     | .324     | .636  |
| 2014      | TOR       | 1     | 3     | 3     | 0     | 0     | 0        | 0        | 0        | 0     | 0     | 0     | 0        | 0     | 0     | 0     | 0     | 0     | 0     | 0        | .000  | .000     | .000     | .000  |
| '14計     | TOR       | 35    | 81    | 74    | 9     | 18    | 2        | 0        | 1        | 23    | 5     | 2     | 2        | 1     | 0     | 6     | 0     | 0     | 13    | 3        | .243  | .300     | .311     | .611  |
| 2015      | MIA       | 67    | 157   | 145   | 17    | 42    | 10       | 2        | 2        | 62    | 16    | 4     | 1        | 1     | 1     | 10    | 0     | 0     | 27    | 5        | .290  | .333     | .428     | .761  |
| 通算：5年 | 通算：5年 | 180   | 427   | 388   | 45    | 98    | 22       | 2        | 6        | 142   | 41    | 7     | 4        | 3     | 3     | 31    | 2     | 2     | 83    | 12       | .253  | .309     | .366     | .675  |

- 2015年度シーズン終了時

### 背番号
- 5 (2010年 - 2011年)
- 22 (2013年途中 - 同年途中)
- 2 (2013年途中 - 同年終了)
- 16 (2014年 - 同年途中)
- 9 (2014年途中 - 同年途中)
- 28 (2015年 - 2016年)